# Fu-li
Fu-li (o Büri) fou un títol que van portar alguns cortesans del kans turcs a l'alta edat mitjana. S'esmenta en relació als turcs occidentals i els turcs orientals. El nom Fu-li és la versió xinesa de la paraula turca büri que vol dir "llop".